# Lahej Al-Nofali
Lahej Al-Nofali (Arabic:لاحج النوفلي) (sinh ngày 15 tháng 4 năm 1990) là một cầu thủ bóng đá người Các Tiểu vương quốc Ả Rập Thống nhất. Hiện tại anh thi đấu cho Hatta.